# Mari-Leen Kaselaan

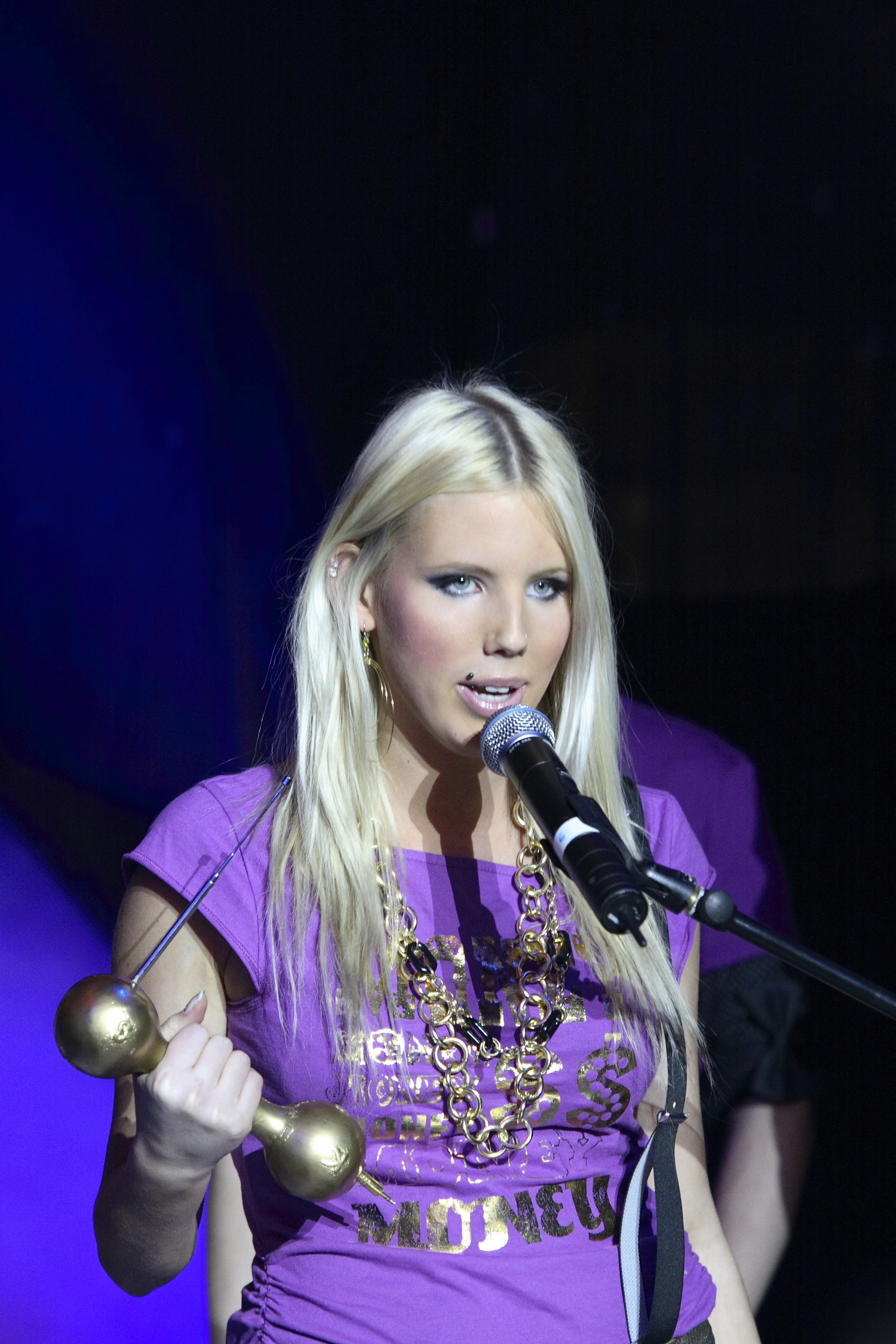
Mari-Leen (2007)

Mari-Leen Kaselaan, auch bekannt als Mari-Leen (* 2. Dezember 1987 in Tartu), ist eine estnische Pop-Sängerin. 

## Leben
Kaselaan absolvierte eine estnische Musikschule, in der sie Violine studierte.

## Karriere
Ihre musikalische Karriere begann, als sie ein Mitglied der Gruppe Ekvivalent wurde. Größte Bekanntheit erlangte sie durch ihren Einstieg in die estnische Girlgroup Suntribe. Sie gewann den Eurolaul, den estnischen Vorentscheid zum Eurovision Song Contest, im Jahr 2005. Daraufhin trat Suntribe für Estland beim Eurovision Song Contest 2005 mit dem Titel „Let’s Get Loud“ an.
Ihre Solokarriere startete sie mit einem Cover des finnischen Liedes Levoton Tuhkimo der Gruppe Dingo, der estnische Titel lautet „Rahutu Tuhkatriinu“. Nachdem die Single Platz eins in Estland erreicht hatte, veröffentlichte sie im Dezember 2006 ihr gleichnamiges Soloalbum, welches von Sven Lõhmus produziert wurde. Bis 2009 folgten weitere Singles, unter anderem das Lied Torm.

## Diskografie

### Studioalben
- 2006: Rahutu Tuhkatriinu
- 2008: 1987

### Singles
- 2006: Rahutu Tuhkatriinu
- 2006: Suure Linna Inglid (11. November 2006)
- 2007: Kiirteel
- 2007: Õpetaja
- 2007: 13 Ja Reede
- 2008: Printsess
- 2008: 1987
- 2008: Elektrisinises
- 2009: Torm

## Auszeichnungen
- 2006: Radio 2 Aastahitt 2006 "Bester Newcomer"
- 2006: Estonian Music Awards 2006 "Best New Act"
- 2007: Kuldne Plaat 2007 "Beste weibliche Solosängerin"
- 2007: Kuldne Plaat 2007 "Best New Act"